# Blåkrage
Blåkrage (Brachycome multifida) är en växt i familjen Asteraceae. Den kommer ursprungligen från Australien, men är också en relativt ny planteringsväxt i Europa.
Blåkragen har små violetta blommor med en gul mitt. Den kan bli kring en halvmeter bred om den får utrymme. För odling krävs en näringsrik jord, inte för blöt plats, men den ska inte torka ut. Blåkragen förökas genom sticklingar.

## Fotnoter
1. ↑  Tingdal, B: ”Sommarblommor och lökväxter”, Semic AB, 1995, sid. 15.